# 荒木伸怡
荒木 伸怡（あらき のぶよし、1944年4月15日 - ）は、日本の法学者、弁護士、立教大学名誉教授。法と心理学会常任理事・犯罪社会学会会長を歴任。

## 経歴
横須賀市生まれ。1963年栄光学園高等学校卒業、1968年中央大学法学部卒業、1975年東京大学大学院民刑事法専攻博士課程修了・「迅速な刑事裁判を受ける権利」で法学博士。1974年立教大学法学部助手、75年専任講師、77年助教授、84年教授、2010年定年退任、名誉教授。弁護士。法と心理学会常任理事・犯罪社会学会会長を務めた。

## 著書
- 『新しい社会科学のためのフォートラン入門 集計・分析道具としてのコンピュータ』有斐閣出版サービス 1986
- 『裁判 その機能的考察』学陽書房 1988
- 『新しい社会科学のために フォートランによるコンピュータ入門』北樹出版 1988
- 『社会調査のためのコンピュータ入門 新しい社会科学のために』北樹出版 1992
- 『迅速な裁判を受ける権利』成文堂 1993
- 『刑事訴訟法読本 冤罪・誤判の防止のために』弘文堂 1996

### 共編著
- 『法学原理』澤木敬郎共著 北樹出版 ホーンブック 1988
- 『非行事実の認定』編著 弘文堂 1997
- 『現代の少年と少年法』編著 明石書店 1999
- 『痴漢冤罪の弁護』秋山賢三,庭山英雄,生駒巖共編 現代人文社 刑事弁護シリーズ 2004
- 『法学原理 第3版』澤木敬郎,南部篤共著 北樹出版 ホーンブック 2006
- 『続・痴漢冤罪の弁護』秋山賢三,庭山英雄,生駒巌,佐藤善博,今村核共編 現代人文社　刑事弁護シリーズ 2009

## 論文
- Cinii

## 注
1. ↑  『現代日本人名録』
2. ↑  J-GLOBAL